# Скляренко Євген Михайлович
Скляренко Євген Михайлович (нар. 20 січня 1924, с. Байцури, Борисівський район, Курська область, РФРСР — пом. 17 листопада 2008, Київ, Україна) — український історик, краєзнавець, дослідник історії робітничого класу України. Доктор історичних наук, Заслужений працівник культури України (1993), голова Київської обласної організації Всеукраїнської спілки краєзнавців (1996–2008), член редколегії проекту З архівів ВУЧК-ГПУ-НКВД-КГБ.

## Біографія
Під час Другої світової війни служив у Радянській Армії (1942-46), брав участь в боях з німецькими військами на Воронезькому, І Українському фронтах, у визволенні Вороніжчини, Курщини, Сумщини, Чернігівщини, Київщини (1943-44). В листопаді 1943 за виявлену мужність і відвагу під час форсування Дніпра і визволення Києва нагороджений орденом Червоного Прапора. В січні 1944 був тяжко поранений. Демобілізований з армії в листопаді 1946.
1951 закінчив історичний факультет Київського педагогічного інституту. Працював на комсомольській роботі: секретар комітету комсомолу вузу, інструктор, заст. зав. відділу пропаганди та агітації ЦК ЛКСМУ, перший секретар Київського обласного комітету комсомолу (в 1952 році). 1953-57 — аспірант, 1957-60 — м. н. с., с. н. с. відділу історії радянської суспільства, 1960—2006 — с. н. с. відділу історії Великої Жовтневої соціалістичної революції та громадянської війни, зав. відділу, пров. н. с. відділу регіональних проблем історії України Ін-ту історії України НАН України. Канд. дис. «Робітничий клас України в боротьбі проти австро-німецьких окупантів і гетьманщини (квітень — грудень 1918 р.)» (1957, наук. кер. — д. і. н., проф. М. І. Супруненко). Докт. дис. «Робітничий клас України в роки громадянської війни» (1969). Проф. (1978). Підготував 15 кандидатів наук. Поряд з науково-дослідницькою роботою займався викладацькою: читав курси з історії в Київ. держ. пед. ін-ті, Київ. політех. ін-ті, Київ. держ. ін-ті культури; і громадською: був першим головою ревізійної комісії Всеукраїнської спілки краєзнавців (1990—1996), першим головою Київської обласної організації Всеукраїнської спілки краєзнавців з 1996 до відходу у засвіти 2008 року, учасником і доповідачем на всіх краєзнавчих конференціях з часу створення ВСК.

## Нагороди
Нагороджений орденами Червоного Прапора (1943), Вітчизняної війни І ст. (1985), «За заслуги» ІІІ ст. (1999), Богдана Хмельницького ІІІ ст. (1999). Почесний проф. Кіровоград. держ. пед. ун-ту ім. В. Винниченка. Почесний член Всеукраїнської спілки краєзнавців.

## Основні праці
- Репресоване краєзнавство (20-30 рр.). — К., 1991 (у співавт.).
- История завода «Арсенал». — К., 1986 (у співавт.).
- История фабрик и заводов Украинской ССР: Историография проблемы. — К., 1986.
- Стахановці. — К., 1984.
- Люди и годы завода «Большевик», 1882–1982. — К., 1982 (у співавт.).
- Нариси історії профспілкового руху на Україні, 1917–1920. — К., 1974.
- Робітничий клас України в роки громадянської війни (1918–1920 рр.): Нариси. — К., 1966.
- Боротьба трудящих України проти німецько-австрійських окупантів і гетьманщини в 1918 році. — К., 1960.
- Утворення Комуністичної партії України та її керівництво боротьбою трудящих проти австро-німецьких окупантів у 1918 р. — К., 1958.
- Робітничий клас України в боротьбі за владу рад. — К., 1957.
- Велика Жовтнева соціалістична революція на Україні: Бібліогр. покажч. — X., 1957 (у співавт.).